# Gran Unión
La Gran Unión (Marea Unire) fue un proceso histórico a consecuencia del cual todas las provincias históricas habitadas por rumanos se unieron en el año 1918 en un mismo estado, Rumanía. Las etapas preliminares de esta unión la forman la unión de los principados rumanos de 1859 y la obtención de la independencia a consecuencia de la guerra ruso-turca 1877-1878, además del  renacimiento de la cultura rumana durante el siglo XIX. 

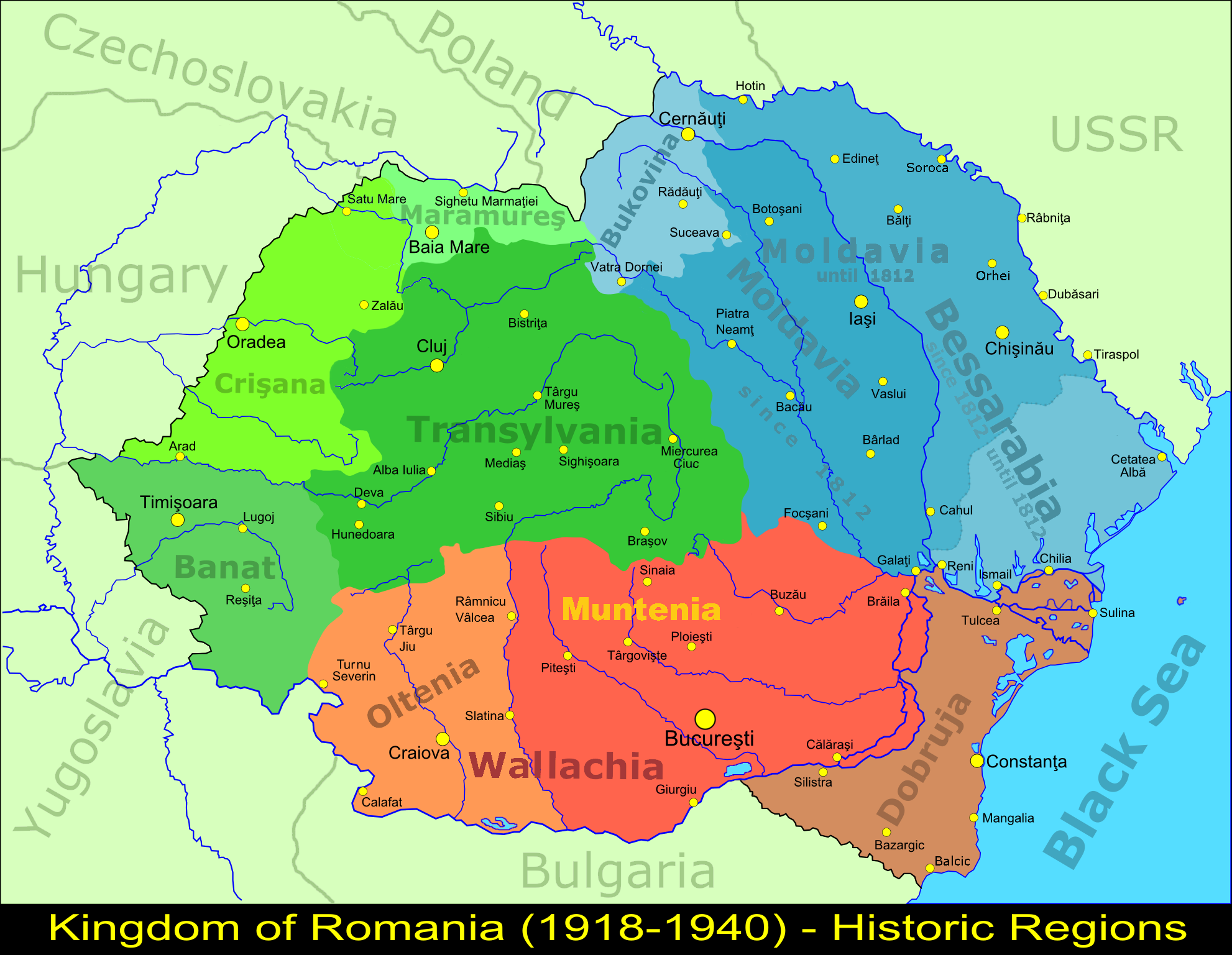
Mapa del Reino de Rumania entre 1918 y 1940 y sus regiones históricas

La unión de Besarabia,  Bucovina y, tras ello, Transilvania al reino de Rumanía (al así llamado a Vieja Reino) llevó a la constitución de la llamada Gran Rumanía. Esto fue el objetivo de Rumanía con la entrada a la Primera Guerra Mundial de parte de la  Triple Entente. Además de esto, ha habido más factores históricos que dieron lugar a esta unión:
- La acción política decisiva de las élites del reino de Rumanía y de Austro-Hungría en el desenlace favorable de la Primera Guerra Mundial;
- La caída del Imperio Austro-Húngaro y del Imperio Ruso;
- La afirmación del principio de autodeterminación y del de las nacionalidades en el plano internacional, en el contexto de la presencia a gran escala del sentimiento nacional entre la población rumana.

Entre las personalidades  más importantes que dieron lugar a la participación de Rumanía en la guerra y a la realización de la Gran Unión destacamos al rey Fernando, que impulso la propiedad privada de tierras entre los campesinos rumanos y la introducción del voto universal. El rey, rechazó la Paz de Buftea, lo que hizo posible la participación Rumana en estado de igualdad junto a los estados vencedores en las negociaciones de paz tras la Primera Guerra Mundial. La reina Maria apoyo las labores de ayuda a los heridos, siendo afectada por los efectos de las epidemias y de las trincheras. Tras la guerra viajó a París, para conseguir el reconocimiento de la unión por las personalidades políticas occidentales del momento. Incluso en los momentos en los que no estuvo gobernando, el líder liberal Ionel Brătianu influyó de forma decisiva el desarrollo de estas políticas.
Aunque fue finalizada de facto el 1 de diciembre de 1918, con la unión de Transilvania, el reconocimiento diplomático de la Gran Unión sufrió problemas durante los siguientes años. A pesar de ser uno de los objetivos esenciales de la política exterior rumana durante las dos décadas siguientes, el reconocimiento por parte de la Unión Soviéticas nunca llegó. A pesar de esto, en junio de 1940 llegó un ultimátum soviético, siguiendo el acuerdo que tenían con la Alemania nazi, que inició la separación de la Gran Rumanía entre la Unión Soviética, Hungría y Bulgaria.
- Datos: Q61081194